# Saving Hope : Au-delà de la médecine
Saving Hope : Au-delà de la médecine ou Les Passages de l'espoir au Québec (Saving Hope) est une série télévisée canadienne en 85 épisodes de 45 minutes créée par Morwyn Brebner et Malcolm MacRury, diffusée entre le 7 juin 2012 et le 3 août 2017 sur le réseau CTV au Canada et aux États-Unis, la première saison a été diffusée en simultané sur le réseau NBC, puis en 2015 sur Ion Television.
Au Québec, la série est diffusée à partir du 19 janvier 2013 sur AddikTV et en France, à partir du 18 octobre 2014 sur Série Club. Néanmoins, elle reste inédite dans les autres pays francophones.

## Synopsis
Après un accident de voiture, Charlie Harris, chef du département de chirurgie de l'Hôpital de Hope Zion à Toronto se retrouve dans le coma. Il découvre qu'il peut se déplacer dans l'hôpital sous forme d'esprit.
Sa fiancée Alex Reid, chirurgienne, tente de le sauver avec l'aide d'autres médecins, dont le chirurgien Joel Goran.

## Fiche technique
- Titre original : Saving Hope
- Titre français : Saving Hope : Au-delà de la médecine
- Autres titres francophones : Les Passages de l'espoir au Québec
- Création : Morwyn Brebner et Malcolm MacRury
- Musique : Gary Koftinoff
- Direction artistique : Benno Tutter
- Décors : Mark Duffield, Bruce Mailing
- Costumes : Jenifur Jarvis
- Photographie : David Perrault, Steve Danyluk
- Production : Erica Durance, Linda Pope, Kathy Avrich-Johnson, Brian Gibson, Sonia Hosko
- Sociétés de production : Entertainment One, ICF Films, Thump
- Sociétés de distribution : CTV Television Network, Entertainment One
- Pays de production :  Canada
- Langue originale : anglais
- Format : couleur - HDTV - 16/9 - son stéréo
- Genre : série médicale
- Nombre de saisons : 5
- Nombre d'épisodes : 85
- Durée : 45 min.
- Dates de première diffusion :
  - Canada : 7 juin 2012
  - Québec : 19 janvier 2013
  - France : 18 octobre 2014

## Distribution

### Acteurs principaux
- Erica Durance (VF : Véronique Desmadryl) : Dr Alex Reid
- Michael Shanks (VFB : Jean-Marc Delhausse) : Dr Charles « Charlie » Harris
- Benjamin Ayres (en) (VFB : Sébastien Hébrant) : Dr Zachary Miller
- Julia Taylor Ross (en) (VFB : Cathy Boquet) : Dr Maggie Lin
- Huse Madhavji (en) (VFB : Karim Barras) : Dr Shahir Hamza
- Kristopher Turner (en) : Dr Gavin Murphy (saisons 1 et 2, invité saison 3)
- Daniel Gillies (VF : Arnaud Arbessier) : Dr Joel Goran (saisons 1 à 3)
- Glenda Braganza (en) : Dr Melanda Tolliver (saisons 1 à 3)
- K. C. Collins (en) : Dr Tom Reycraft (saisons 1 à 3)
- Salvatore Antonio (en) : Victor Reis (saisons 1 et 2)
- Wendy Crewson (VFB : France Bastoen) : Dr Dana Kinney (saisons 1 et 4, récurrente saisons 2, 3 et 5)
- Joseph Pierre (en) : Jackson Wade (saisons 2 à 5, récurrent saison 1)
- Michelle Nolden (VFB : Marcha Van Boven) : Dr Dawn Bell, ex-femme de Charlie (saisons 2 à 5, récurrente saison 1)
- Stacey Farber (VFB : Sophie Frison) : Dr Sydney Katz, OB/GYN (saisons 3 à 5)
- Kim Shaw (en) : Dr Cassie Williams[6] (saisons 4 et 5)

### Acteurs récurrents
- Lesley Faulkner (VFB : Lise Leclercq) : infirmière Dawson
- Milton Barnes : Dr Wayne Sharpe (saisons 3 à 5)
- Dejan Loyola : Dr Dev Sekara (saisons 4 et 5)
- Steve Cumyn : Dr George Baumann (saisons 2 à 4)
- Danso Gordon (de) : Dr Rian Larouche (saison 3)
- Peter Mooney : Dr Jeremy Bishop (saisons 4 et 5)
- Parveen Kaur : Dr Asha Mirani (saison 4)
- Mac Fyfe : Dr James Dey (saison 3)
- Jarod Joseph (VFB : Olivier Prémel) : Dr Emanuel Palmer (saison 5)
- Greg Calderone : Dr Billy Scott (saison 5)
- Erin Karpluk : Sonya Sullivan[7] (saison 2, 5 épisodes)
- Peter Keleghan : Randall Crane (saisons 1, 2 et 5, 4 épisodes)
- Conrad Coates (en) : Bryan Travers (saisons 1 et 2, 4 épisodes)
- Nicole Underhay (VFB : Fabienne Loriaux) : Kristine Fields (saison 4)
- Eric Johnson : Dr Jason Kalfis (saison 2, 4 épisodes)
- Christopher Jacot (en) (VFB : Frédéric Meaux) : Jonathan (saison 5)
- Max Bennett : Dr. Patrick Curtis

## Épisodes

### Première saison (2012)
Les titres d'épisodes indiqués en second, le cas échéant, sont les titres québécois.
1. Entre vie et mort / L'Émission pilote (Pilot)
2. Contact Humain / Le Message (Contact)
3. Frères ennemis / L'Aveuglement (Blindness)
4. Le Combat / La Bataille (The Flight)
5. Une intervention délicate / L'Absence (Out of Sight)
6. L'Homme sans douleur / Le Grand Randall (The Great Randall)
7. Espoirs et Promesses / Adultes consentants (Consenting Adults)
8. Le Bon choix / La Mort dans l'âme (Heartsick)
9. Le Miracle / Bea, encore (Bea, Again)
10. Un Nouveau départ (A New Beginning)
11. Contagion / Risque de contagion (The Law of Contagion)
12. L'Opération de la dernière Chance / À prendre ou à laisser (Ride Hard or Go Home)
13. La Vie après / Les Nuages roses (Pink Clouds)

### Deuxième saison (2013-2014)
Le 25 juillet 2012, CTV a renouvelé la série pour une deuxième saison de 18 épisodes diffusée depuis le 25 juin 2013, a pris une pause automnale et revenu le 2 janvier 2014.
La production a repris le 22 mars 2013, Jason Priestley et Gregory Smith réaliseront des épisodes.
Il n'y existe aucun titre français pour la diffusion des épisodes au Québec.
1. Je regarde la Mort (I Watch Death)
2. Des petits cochons (Little Piggies)
3. Pourquoi perdre du temps ? (Why Waste Time)
4. Défense (Defense)
5. La Face de panda géant (The Face of the Giant Panda)
6. Rien ne dure (All Things Must Pass)
7. Lit numéro un (Bed One)
8. Changement de programme (Defriender)
9. Vamonos (Vamonos)
10. L'Os du poulet (Wishbones)
11. En bloc (En Bloc)
12. Nottingham 7 (Nottingham 7)
13. En éveil (Wide Awake)
14. 43 minutes (43 Minutes)
15. N'approchez pas de l'ours (Don't Poke the Bear)
16. Manque d'air (Breathless)
17. Nous étions deux agneaux (Twinned Lambs)
18. Cœurs brisés (Broken Hearts)

### Troisième saison (2014-2015)
Le 7 novembre 2013, CTV a renouvelé la série pour une troisième saison de 18 épisodes. Les six premiers épisodes sont diffusés depuis le 22 septembre 2014, prend une pause d'un mois et revient le 26 novembre 2014 pour quatre épisodes, et reviendra à l'hiver 2015 pour huit nouveaux épisodes.
1. Le ciel peut attendre (Heaven Can Wait)
2. Chacun sa chance (Kiss Me Goodbye)
3. Éveils (Awakenings)
4. Comme avant (Stand By Me)
5. Animaux en libertés (Breaking Away)
6. Joel 2:31 (Joel 2:31 (a.k.a Apocalypse Now))
7. Mauvais chiffres (The Way We Were)
8. Cœurs brisés (The Heartbreak Kid)
9. De l'autre côté de minuit (The Other Side of Midnight)
10. Le Paradis (Days of Heaven)
11. Piège parental (The Parent Trap)
12. Cœurs fragiles (Hearts of Glass)
13. Promenade de santé (Narrow Margin)
14. Passé douloureux (Trading Places)
15. Les Vestiges du jour (Remains of the Day)
16. Un beau programme (A Simple Plan)
17. Sans peur (Fearless)
18. De si jolis chevaux (All the Pretty Horses)

### Quatrième saison (2015-2016)
Le 10 novembre 2014, CTV a renouvelé la série pour une quatrième saison de 18 épisodes diffusée depuis le 24 septembre 2015.
1. Démon en sommeil (Sympathy for the Devil)
2. Un lourd fardeau (Beasts of Burden)
3. Premiers pas (Start Me Up)
4. Les Douleurs du passé (Miss You)
5. Cœur de pierre (Heart of Stone)
6. Faire ses comptes (Rock and a Hard Place)
7. Une oreille attentive (Can't You Hear Me Knocking?)
8. Haute voltige (Waiting on a Friend)
9. En mille morceaux (1re partie) (Shattered)
10. En mille morceaux (2e partie) (Emotional Rescue)
11. Rage de vivre (Shine a Light)
12. Un miracle pour Noël (All Down the Line)
13. Femmes sans espoir (Goodbye Girl)
14. Nouveaux départs (You Can't Always Get What You Want)
15. Ce qui ne s'efface pas (Not Fade Away)
16. Cœurs délabrés (Torn and Frayed)
17. Quelqu'un a vu mon bébé ? (Anybody Seen My Baby)
18. Laisse-moi partir (Let Me Go)

### Cinquième saison (2017)
Le 17 décembre 2015, la série a été renouvelée pour une cinquième et dernière saison de 18 épisodes? diffusée du 12 mars 2017 au 3 août 2017.
Note : Le deuxième titre, lorsqu'applicable, est celui de sa diffusion au Québec, depuis le 3 avril 2017
1. Mauvaise Alchimie / Question de chance (Dr Dustiny)
2. Crise d'identité (Midlife Crisis)
3. Le Blues de l'anniversaire / Speed Dating (Birthday Blues)
4. Fugue en la mineur / Un étranger arrive en ville (A Stranger Comes to Town)
5. Opérations secrètes / Épreuves et Tentations (Tested and Tried)
6. Le Tout nu (Doctor Robot)
7. Urgence aux urgences (Gutted)
8. La Place du chef (Knowing Me, Knowing You)
9. Souvenirs du passé (All Our Yesterdays)
10. Deux Sœurs (Change of Heart)
11. Un fantôme touchant (Nightmares and Dreamscapes)
12. Tours de magie (Leap of Faith)
13. Violentes enfances (Problem Child)
14. Mythe ou Réalité (We Need to Talk About Charlie Harris)
15. Enquête interne (Fix You)
16. La Famiglia (La Famiglia)
17. Un mariage peut en cacher un autre (First and Last)
18. L'espoir fait vivre (Hope Never Dies)